# Elle court, elle court... la rumeur
Elle court, elle court... la rumeur (The One That Got Away) est un téléfilm canadien réalisé par Stacy Stewart Curtis et diffusé en 2008.

## Fiche technique
- Scénario : Cindy Myers
- Durée : 120 min
- Pays :  Canada

## Distribution
- Kelli Williams : Joanna
- Kris Holden Ried : Scott Lawton
- Inga Cadranel : Laura Lawton
- Julia Kennedy : Maddie
- Fiona Carver : Sandy Johnson
- Brad Borbridge : Lyle Johnson
- Mary Walsh : Carolyn Johnson Wright
- Jillian Reese Brown : Billie
- Mac Fyfe : Nathan
- Jody Richardson : Matthew
- Glenn Downey : Charlie
- Wendi Smallwood : Martha
- Susan Kent : Tiffany
- Charlotte Campbell : Courtney
- Michelle Jackson : Courtney
- Lindsay Ames : Zoe
- Tristan Hayward : Kevin
- Mark O'Brien : Tommy Palchek
- Andy Jones : Franconi